# Allgemeine Deutsche Biographie

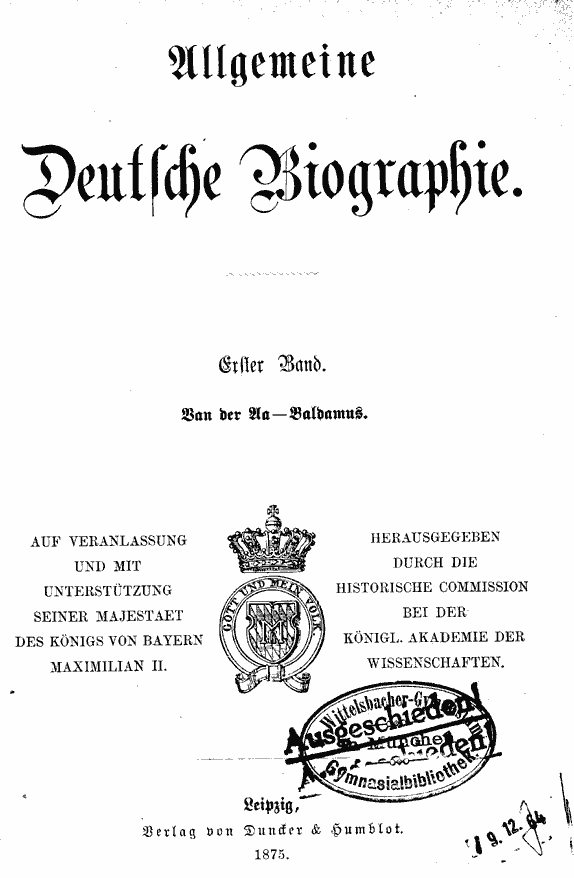
Pagina de titlu a primului volum a Biografiei Generale Germane care a apărut în 1875

Allgemeine Deutsche Biographie (Biografia Generală Germană), abreviat ADB este un dicționar de biografii ce cuprinde 56 de volume și care a fost editat în perioada 1875–1912 (retipărit 1967–1971) de către comisia de istorie de la Academia de Științe din Bavaria sub redacția lui Rochus von Liliencron la editura Duncker & Humblot din Leipzig. Biografia Generală Germană cuprinde date biografice pentru circa 26.500 persoane din spațiul de răspîndire al limbii germane (care cuprinde și unele zone din teritoriul de azi al României) care au decedat înainte de anul 1900. Sunt incluse și persoane care au trăit pînă în 1648 în Țările de Jos. Proiectul care continuă această lucrare este Neue Deutsche Biographie (Noua Biografie Germană), abreviat NDB care nu este încă finalizat.

## Resurse online
În mai 2003 comisia de istorie a Academiei Bavareze de Științe a editat împreună cu Biblioteca de Stat din Bavaria Elektronische Allgemeine Deutsche Biographie (Ediția digitalizată a Biografiei Generale Germane), abreviat E-ADB. Aceasta cuprinde, în esență, imaginile scanate din ADB care pot fi accesate gratuit pe internet.
Din 2005 textul integral al Biografiei Generale Germane a fost introdus treptat în cadrul proiectului german Wikisource iar din anul 2009 Academia de Științe din Bavaria a făcut accesibile și primele 22 de volume din Noua Biografie Germană.

## Volume
1. Van der Aa – Baldamus. 1875
2. Balde – Bode. 1875
3. Bode – von Carlowitz. 1876
4. Carmer – Deck. 1876
5. Von der Decken – Ekkehart. 1877
6. Elben – Fickler. 1877
7. Ficquelmont – Friedrich Wilhelm III. von Sachsen-Altenburg. 1878
8. Friedrich I. von Sachsen-Altenburg – Gering. 1878
9. Geringswald – Gruber. 1879
10. Gruber – Hassencamp. 1879
11. Hassenpflug – Hensel. 1880
12. Hensel – Holste. 1880
13. Holstein – Jesup. 1881
14. Jetzer – Kähler. 1881
15. Kähler – Kircheisen. 1882
16. Kircher – v. Kotzebue. 1882
17. Krabbe – Lassota. 1883
18. Lassus – Litschower. 1883
19. v. Littrow – Lysura. 1884
20. Maaß – Kaiser Maximilian II. 1884
21. Kurfürst Maximilian I. – Mirus. 1885
22. Mirus – v. Münchhausen. 1885
23. v. Münchhausen – v. Noorden. 1886
24. van Noort – Ovelacker. 1887
25. Ovens – Philipp. 1887
26. Philipp (III.) von Hessen – Pyrker. 1888
27. Quad – Reinald. 1888
28. Reinbeck – Rodbertus. 1889
29. v. Rodde – v. Ruesch. 1889
30. v. Rusdorf – Scheller. 1890
31. Scheller – Karl Schmidt. 1890
32. Karl v. Schmidt – G. E. Schulze. 1891
33. Hermann Schulze – G. Semper. 1891
34. Senckenberg – Spaignart. 1892
35. Spalatin – Steinmar. 1893
36. Steinmetz – Stürenburg. 1893
37. Sturm (Sturmi) – Thiemo. 1894
38. Thienemann – Tunicius. 1894
39. Tunner – de Vins. 1895
40. Vinstingen – Walram. 1896
41. Walram – Werdmüller. 1896
42. Werenfels – Wilhelm d. Jüngere, Herzog zu Braunschweig und Lüneburg. 1897
43. Wilhelm d. Jüngere, Herzog zu Braunschweig und Lüneburg – Wölfelin. 1898
44. Günzelin von Wolfenbüttel – Zeis. 1898
45. Zeisberger – Zyrl; Supliment pentru perioada pînă în 1899: v. Abendroth – Anderssen. 1900
46. Supliment pentru perioada pînă în 1899: Graf J. Andrassy – Fürst Otto von Bismarck. 1902
47. Supliment pentru perioada pînă în 1899: v. Bismarck-Bohlen – Dollfus. 1903
48. Supliment pentru perioada pînă în 1899: Döllinger – Friedreich. 1904
49. Supliment pentru perioada pînă în 1899: Kaiser Friedrich III. – Hanstein. 1904
50. Supliment pentru perioada pînă în 1899: Harkort – v. Kalchberg. 1905
51. Supliment pentru perioada pînă în 1899: Kálnoky – Lindner. 1906
52. Supliment pentru perioada pînă în 1899: Linker – Paul. 1906
53. Supliment pentru perioada pînă în 1899: Paulitschke – Schets. 1907
54. Supliment pentru perioada pînă în 1899: Scheurl – Walther. 1908
55. Supliment pentru perioada pînă în 1899: Wandersleb – Zwirner. 1910
56. Registru general. 1912

## Biografie
- de Prefața la volumul 1 din Allgemeinen Deutschen Biographie
- de Prefața la volumul 45 din Allgemeinen Deutschen Biographie
- de Prefața la volumul 56 din Allgemeinen Deutschen Biographie